# Kerryn McCann
Kerryn McCann (* 2. Mai 1967 als Kerryn Hindmarsh in Bulli (Vorort von Wollongong), New South Wales; † 8. Dezember 2008 in Wollongong) war eine australische Leichtathletin. Sie ist dreifache Olympiastarterin (1996, 2000, 2004).

## Werdegang
Kerryn McCann war eine Langstreckenläuferin. Sie gewann die Goldmedaille im Marathonlauf bei den Commonwealth Games 2002 in Manchester und 2006 in Melbourne.
Ihre Bestzeiten waren:
- 5000-Meter-Lauf: 15:08,69 min (2000 – australischer Rekord)
- 10.000-Meter-Lauf: 31:55,94 min (1999)
- Halbmarathon: 1:07,48 h (2000 – australischer Rekord)
- Marathon: 2:25:59 h (2000)

Sie war seit 1991 mit dem australischen Surfer Greg McCann verheiratet und aus der Ehe gingen drei Kinder hervor.
2007 wurde bei ihr Brustkrebs diagnostiziert und Kerryn McCann starb im Dezember 2008 an den Folgen dieses Krebsleidens.

## Auszeichnungen
- Great Sporting Moments der Sport Australia Hall of Fame, 2015[2]